# Tōkyō Yakult Swallows

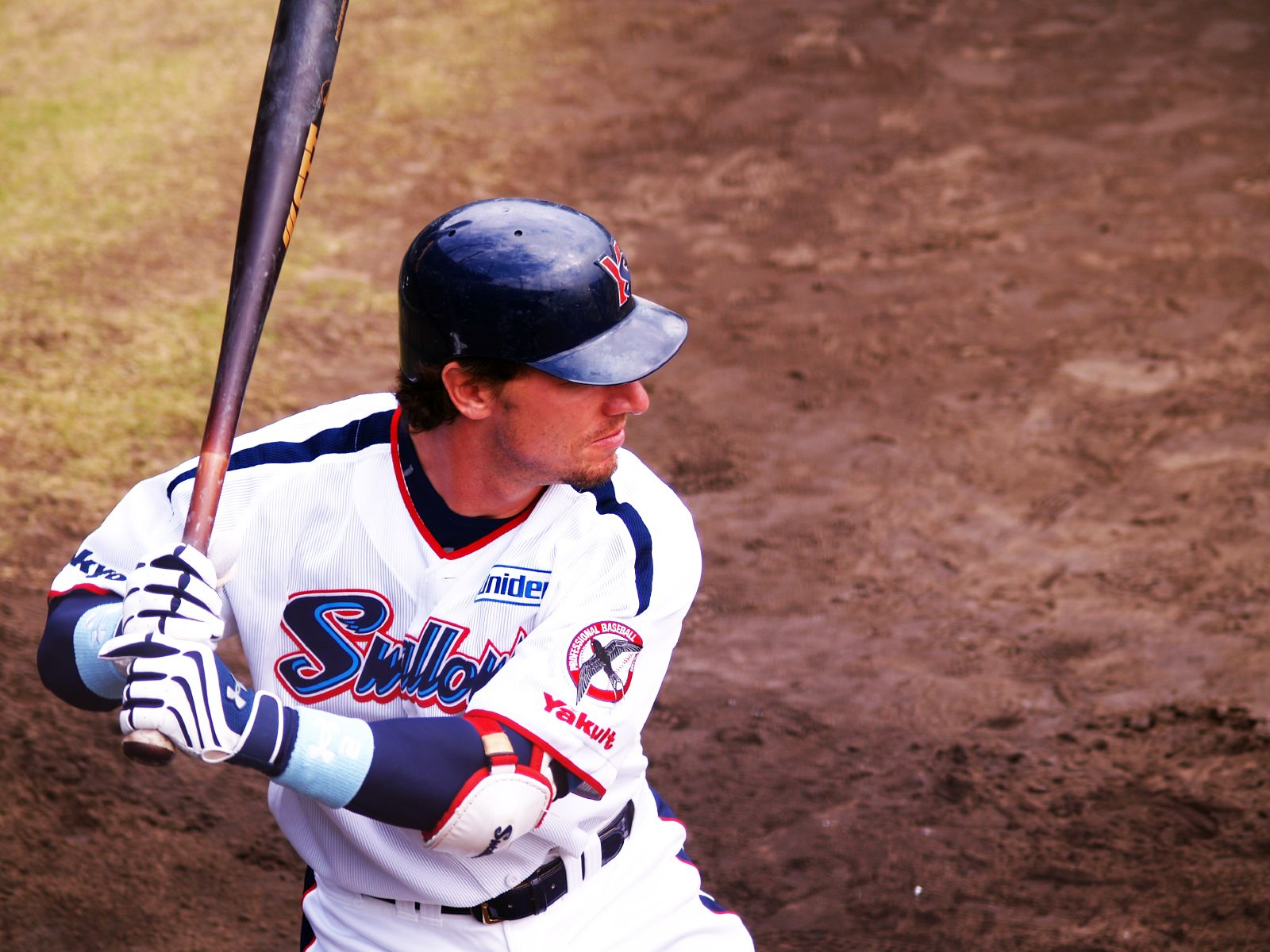
First Baseman Adam Riggs in der Uniform der Swallows.

Die Tōkyō Yakult Swallows (jap. 東京ヤクルトスワローズ, Tōkyō Yakuruto Suwarōzu) sind eine japanische Baseball-Profimannschaft. Sie spielen in der Central League und konnten bisher fünfmal die Nihon Series gewinnen. Heimat der Swallows ist Tokio, ihre Heimspiele tragen sie im Meiji-Jingū-Stadion aus.
Eigentümer und Namensgeber der Swallows ist das Lebensmittel-, Pharma- und Kosmetikunternehmen Yakult. Manager und Trainer (kantoku) der Mannschaft ist seit 2008 der ehemalige Giants-Outfielder Shigeru Takada.

## Geschichte
Die Swallows wurden 1950 als Kokutetsu Swallows von der Staatsbahn (Kokutetsu) gegründet. In den ersten Jahren gehörten sie zu den schwächeren Teams der Liga, lediglich 1961 erzielten sie mit einer Siegquote von 0,527 mehr Siege als Niederlagen. Bester Spieler dieser Jahre war der Pitcher Masaichi Kaneda (Spitzname Kaneda-Tennō), der dreimal den Sawamura Award für den besten Pitcher gewann und später in die Hall of Fame aufgenommen wurde. Er verließ die Swallows zum Ende der Saison 1964.
1965 wurde die Mannschaft an die Sankei Shimbun verkauft und hieß ab 1966 Sankei Atoms – die Saison 1965 wurde noch als Sankei Swallows gespielt: als Sechster (Letzter) der Central League lag die Mannschaft 45,5 Spiele hinter dem Ersten (44 Siege, 91 Niederlagen, 5 Unentschieden). Auch die folgenden Jahre spielte das Team in der unteren Tabellenhälfte.

Platzierung der Swallows in der Central League seit 1950. Rote Punkte markieren Siege der Nippon Series.

1970 kaufte Yakult die Atoms: Mit einer Siegquote von 0,264 (33 Siege, 92 Niederlagen, 5 Unentschieden) erreichten sie in ihrer ersten Saison als Yakult Atoms den Tiefpunkt der Teamgeschichte. Allerdings gelang in den 1970er Jahren – ab 1974 dann als Yakult Swallows – der Aufbau einer starken Mannschaft um Hiromi Matsuoka (Pitcher) und Tsutomu Wakamatsu (Outfielder). Unter Manager Tatsurō Hirooka (1977–79) holte sie 1978 ihren ersten Ligatitel und gewann anschließend die Nihon Series gegen die Orix Buffaloes. In diesem Jahr wurde sie als Profimannschaft des Jahres ausgezeichnet.
Obwohl die Dominanz des Rekordmeisters und Lokalrivalen Yomiuri Giants in den 1980er Jahren nachließ, gelang es den Swallows nicht, an den Erfolg von 1978 anzuknüpfen. Sie wurden viermal Letzter und kamen nie unter die besten drei. Erst mit Manager Katsuya Nomura (1990–98) stellten sich längerfristige Erfolge ein: Viermal belegten die Swallows den ersten Platz und gewannen dabei dreimal (1993, 1995 und 1997) die Meisterschaft in der Nihon Series. Herausragende Spieler dieser Jahre waren der First Baseman Tom O’Malley und die Pitcher Masato Yoshii und Atsuya Furuta.
Ihre letzte Meisterschaft gewannen die Swallows 2001 gegen die Osaka Kintetsu Buffaloes. 2006 wurde dem Namen die Ortsbezeichnung Tōkyō vorangestellt. In der Saison 2007 wurden die Swallows mit 84 Niederlagen erstmals seit 1986 Letzter der Central League.
Seit ihrer Gründung 1950 erreichten die Swallows eine Siegquote von 0,466 mit 3456 Siegen, 3961 Niederlagen und 253 Unentschieden.

## Stadion

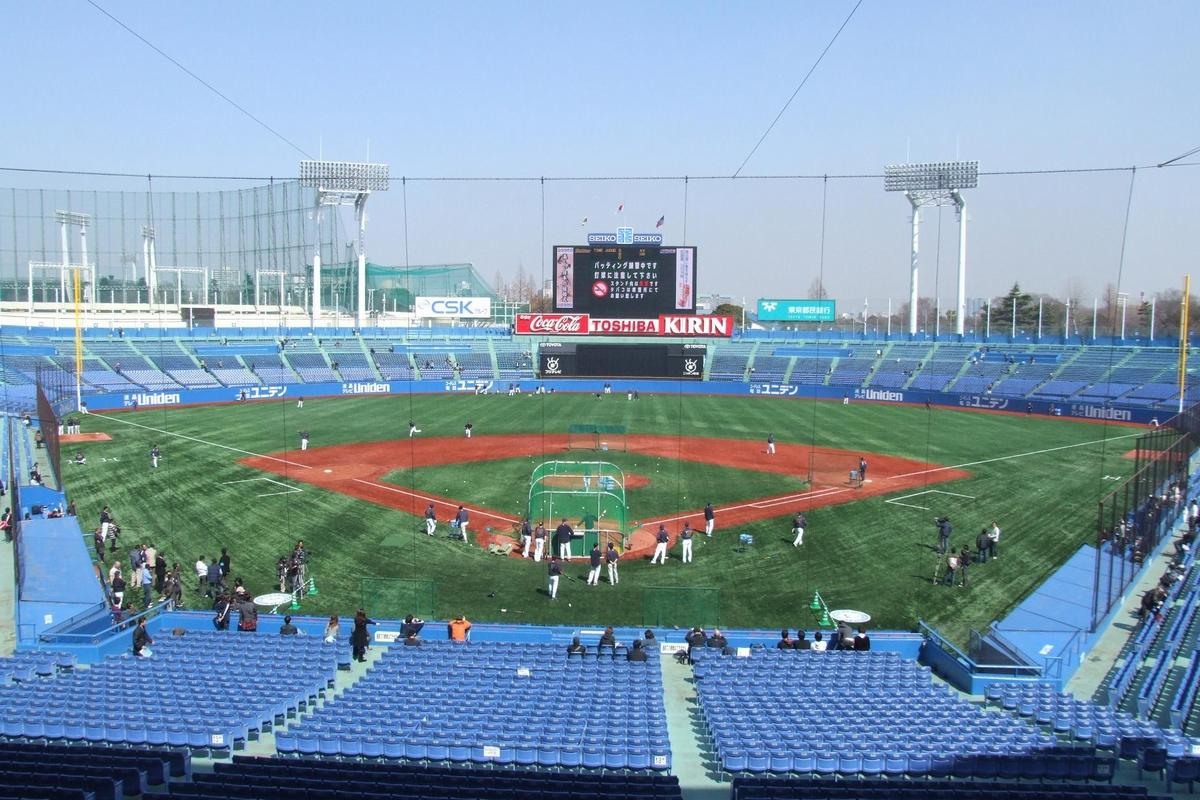
Das Meiji-Jingū-Stadion nach dem Umbau vor der Saison 2008.

Heimstadion der Swallows ist seit 1964 das Meiji-Jingū-Stadion. Das Stadion wurde 1926 erbaut und ist damit nach dem Kōshien das zweitälteste Profi-Baseballstadion in Japan, das noch in Gebrauch ist. Es wurde mehrfach umgebaut, zuletzt 2007/08, und bietet zurzeit Platz für rund 36.000 Zuschauer. Bis 1963 spielten die Swallows im Kōrakuen-Stadion.

## Maskottchen
Tsubakurō (つば九郎) ist das bekannteste Maskottchen der japanischen Baseball-Profimannschaft Tōkyō Yakult Swallows. Die Figur Tsubakurō wurde am 9. April 1994 vorgestellt. 2008 war Tsubakurō das erste Maskottchen einer japanischen Baseball-Profimannschaft, das an 1000 Baseballspielen in Folge teilgenommen hatte. Am 27. Juni 2015 hat er die Teilnahme an 1500 Baseballspielen erreicht. Sein Erscheinungsbild lehnt sich an dem einer Schwalbe (tsubakuro) an. Weitere ähnlich aussehende Maskottchen sind Tsubami (つばみ), die sich durch ihren Rock unterscheidet, und Entarō (燕太郎), der keinen Schwalbenschwanz besitzt.